# Svartsjön (Risinge socken, Östergötland, 651593-150335)
Svartsjön är en sjö i Finspångs kommun i Östergötland och ingår i Motala ströms huvudavrinningsområde.